# Naturkatastrophe
Eine Naturkatastrophe ist eine natürlich entstandene Veränderung der Erdoberfläche oder der Atmosphäre, die auf Lebewesen und insbesondere den Menschen und seine Lebensweise verheerende Auswirkungen hat.
Auch wenn der Mensch nicht Auslöser von Naturkatastrophen ist, kann er jedoch indirekt zu den Auswirkungen von Naturkatastrophen beitragen beziehungsweise diese verschärfen, beispielsweise durch die globale Erwärmung, Katastrophen begünstigende Arten der Landnutzung oder Besiedlung besonders gefährdeter Bereiche wie zum Beispiel niedrig liegender Küstenabschnitte. Maßnahmen zur Abwehr von Naturkatastrophen werden im Rahmen des Katastrophenschutzes ergriffen.

## Begriff der Naturkatastrophe

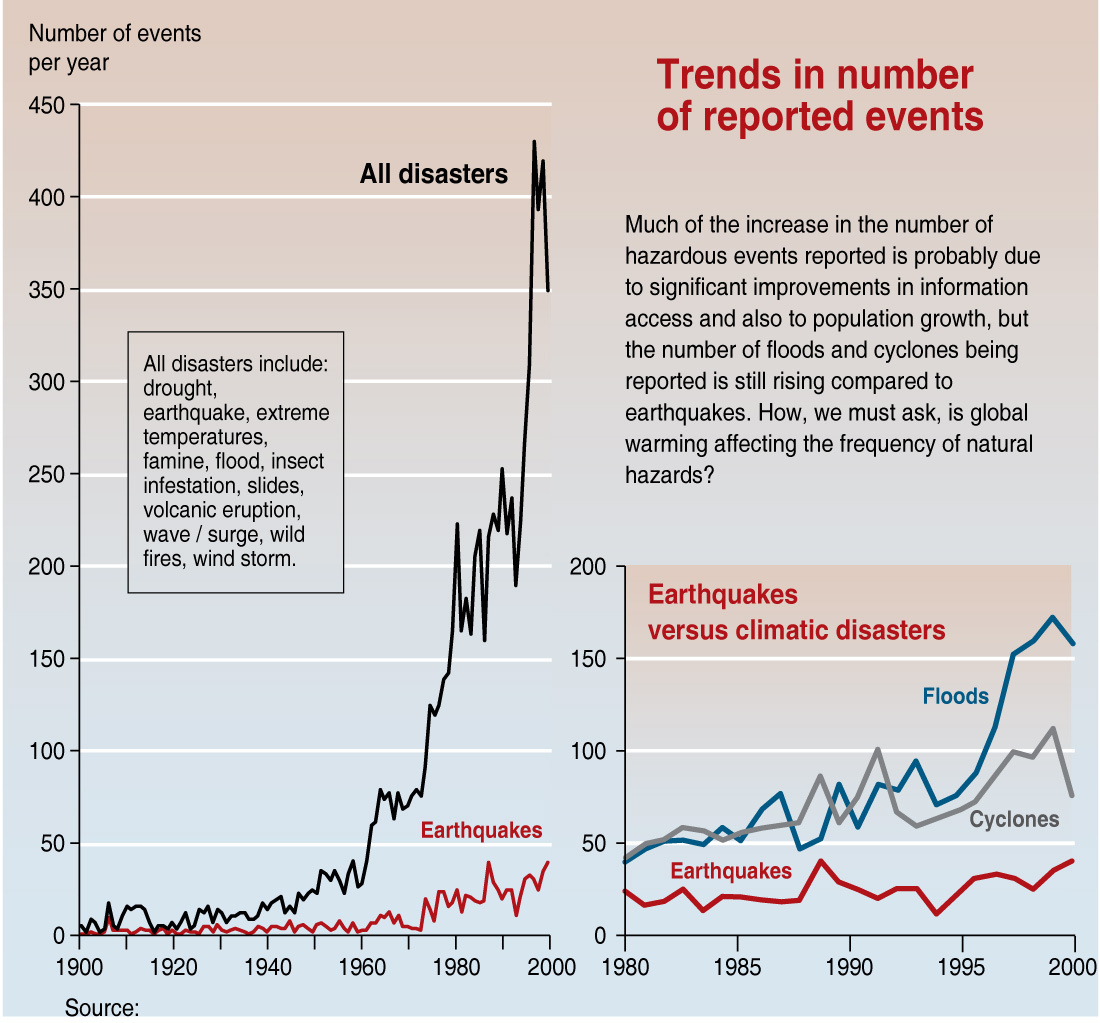
Naturkatastrophen pro Jahr 1900–2000 (United Nations Environment Programme / GRID-Arendal)

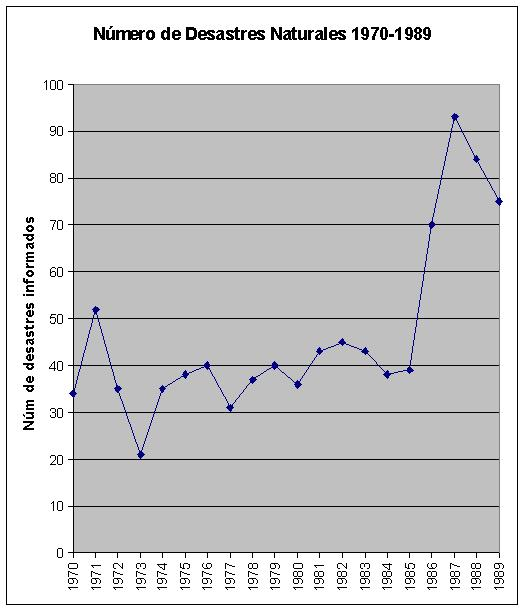
Naturkatastrophen pro Jahr 1970–1989 (Blaikie/Cannon/Davis/Wisner 1995)

Ein spektakuläres Naturereignis (beispielsweise ein Gletscherabbruch auf Grönland) genügt nicht für den Sachverhalt einer Naturkatastrophe; im engeren Sinne kann ein Naturereignis nur dann zur Katastrophe werden, wenn es sich auf Menschen und ihre Lebensweise und modernen, kulturellen Gewohnheiten auswirkt. Wenn hingegen Menschen die Verursacher der Katastrophe in der Natur sind, spricht man von einer Umweltkatastrophe. Auch Seuchen (Epidemien) und Ungezieferplagen rechnet man normalerweise nicht unter den Begriff, wohl aber andere Schädlingsplagen, die sich primär auf das Wirtschaftsleben und erst als deren Folge auf die Gesundheit auswirken.
Der Zeitraum, in dem die Veränderungen stattfinden, reicht von Sekunden (Erdbeben) bis zu Jahrzehnten (Dürren, Klimaschwankungen). Das Maß der Auswirkung auf den Menschen liegt dem Begriff Katastrophe zugrunde. Erheben lässt sich diese als Zahl der Katastrophenopfer, als volkswirtschaftlicher Schaden, aber auch als Versicherungsschaden.
Als „Katastrophe größeren Ausmaßes“ beziehungsweise „außergewöhnliche Katastrophe hauptsächlich natürlicher Art“ etwa definiert der Art. 2 (2) der Verordnung (EG) Nr. 2012/2002 zur Errichtung des  Solidaritätsfonds der Europäischen Union:
„Eine Katastrophe, die in zumindest einem der betroffenen Staaten Schäden verursacht, die auf über 3 Milliarden Euro […] oder mehr als 0,6 Prozent seines BIP geschätzt werden.“
Zusätzlich werden auch angeführt:
Ein natürliches Ereignis in einer Region, „welche[s] den größten Teil der Bevölkerung in Mitleidenschaft zieht und schwere und dauerhafte Auswirkungen auf die Lebensbedingungen und die wirtschaftliche Stabilität der Region hat.“
In diese Kategorie der EU fallen etwa ein Dutzend Ereignisse der letzten 100 Jahre in Europa, von denen die Hitzewelle 2003 mit 70.000 Todesopfern und das Elbehochwasser 2002 mit Schäden in Höhe von etwa 18 Milliarden Euro als verheerendste zu verzeichnen sind. Weltweit gehen solche Ereignisse in diesem Zeitraum in die Hunderte, als teuerste bezifferte Katastrophen der Geschichte gelten das Erdbeben von Kōbe 1995 und Hurrikan Katrina 2005 mit bis zu 100 Milliarden US-Dollar volkswirtschaftlichem Schaden. Was die opferreichste Naturkatastrophe der Geschichte ist, lässt sich kaum sagen; zu nennen wären die Dürren in Indien 1965 bis 1967 mit an die 1,5 Millionen Toten, und die Überschwemmungen in Indien 1955 mit 45 Millionen Obdachlosen – über frühe Ereignisse liegen seltener Angaben über Opferzahlen vor, und kaum monetäre Schätzungen, die sich durch Unsicherheiten der Bemessungsgrundlage nicht ermitteln lassen.

## Faktoren von Naturkatastrophen
Die Betrachtung, Analyse und Bewertung von Naturkatastrophen hängt stets von verschiedenen Faktoren ab. Die wichtigsten Faktoren sind:
- Globale Bevölkerungszunahme (exponentielle Entwicklung). (Im Jahr 1804 lebten eine Milliarde Menschen auf der Erde, im Jahr 2022 sind es bereits über acht Milliarden.)
- Insgesamt steigender Lebensstandard in fast allen Ländern der Erde führt zu wachsenden Wertbeständen, die im Falle einer Katastrophe betroffen sind. Dies betrifft insbesondere den Fall der Versicherungsschäden und verzerrt die Bewertung von Ereignissen anhand von Schadsummen zugunsten der Industriestaaten. Zum anderen sind Folgeschäden wie Hungersnöte und Seuchen mit steigendem Lebensstandard stark sinkend.
- Konzentration von Bevölkerung und Werten in Großstadträumen: Entstehung zahlreicher Megastädte auch in gefährdeten Regionen (zum Beispiel Tokio: 35 Millionen Einwohner).
- Besiedelung und Industrialisierung stark exponierter Regionen, insbesondere an Küsten, in Flussniederungen, Tourismus in Gefahrenzonen, zum Beispiel in Florida. Hier ist auch die zunehmende Flächenversiegelung zu beachten.
- Anfälligkeit moderner Gesellschaften und Technologien, Bautechnik, Geräte, Netzwerke; Probleme auch bei Zulieferern (Lieferkette). Siehe Abschnitt Klimawandel im Artikel Vulnerabilität. Siehe auch Infrastruktur.
- Weltweite Änderungen der Umweltbedingungen, Klimawandel, Wasserverknappung, Verlust der Artenvielfalt.

## Einteilung verschiedener Naturkatastrophen
Die folgende Aufstellung erfolgt nach nicht von Menschen herrührenden (nicht anthropogenen) Ursachen. Viele dieser Ursachen lassen sich allerdings auch direkt auf Menschen zurückführen (Eindeichungen und Abholzung bei Überschwemmungen, Überweidung bei Dürreereignissen).
Endogene/tektonische Ursachen:
- Erdbeben und Seebeben, auch mit Erdverflüssigung als Folge
- Vulkanausbrüche mit Lavafluss, Ascheregen oder pyroklastischen Strömen, Vulkanexplosionen, als Folgen auch Erdbeben, Wetteranomalien wie Vulkanischer Winter und Wasserstandsanomalien wie Gletscherlauf sowie Lahare als Folgen nach Starkregen
- Tsunamis (vulkanologische oder geodynamische Ursachen, auch astronomische, also Meteoreinschläge wären möglich, sind in der Menschheitsgeschichte nicht verzeichnet)
- Giftgasausbrüche aus vulkanischen Becken oder Seen

Gravitatorische Ursachen:
- Massenbewegungen: Steinschlag, Erdrutsche, Bergstürze, Muren, Erdfall
- Lawinen
- Lahare (Schlammfluten nach Vulkanismus)

Klimatische Ursachen:
- Wetteranomalien (Unwetter, Extremwetterereignisse)
  - Wasserstandsanomalien aufgrund von Wettern: Hochwasser (an Binnengewässern), Sturmflut (an Küsten)
  - Windanomalien: Sturm/Orkan (als Stärkeklassen), Trogorkan, Tornado, Hurrikan/Taifun (als Typen), Schneeverwehung, Sturmflut (als Folgen)
  - Niederschlagsanomalien: plötzliche Starkregen und langdauernde Dauerregen (mit nachfolgenden Hochwässern), „Schneechaos“ (mit nachfolgenden Lawinen oder Schneedruck), Hagelschlagsereignisse, Glatteis und Eisregen, Muren und Lahare
  - Wärmeanomalien: Hitzeanomalien (Sommeranomalien), Jahrhundertsommer, Dürren, winterliche Wärmeereignisse (Tauwetter mit nachfolgendem Hochwasser)
  - Kälteanomalien: Extremwinter, „ausgefallene“ Sommer, sommerliche Schneeeinbrüche
- Gezeitenanomalien
- Smog (endogene Mitursachen)

Biologische Ursachen:
- Schädlingsplagen, wie Heuschreckeneinfall

Extraterrestrische Ursachen:
- Meteoriteneinschläge
- Weltraumwetter (Sonnenwinde, kosmische Strahlung)

## Katastrophenstatistiken

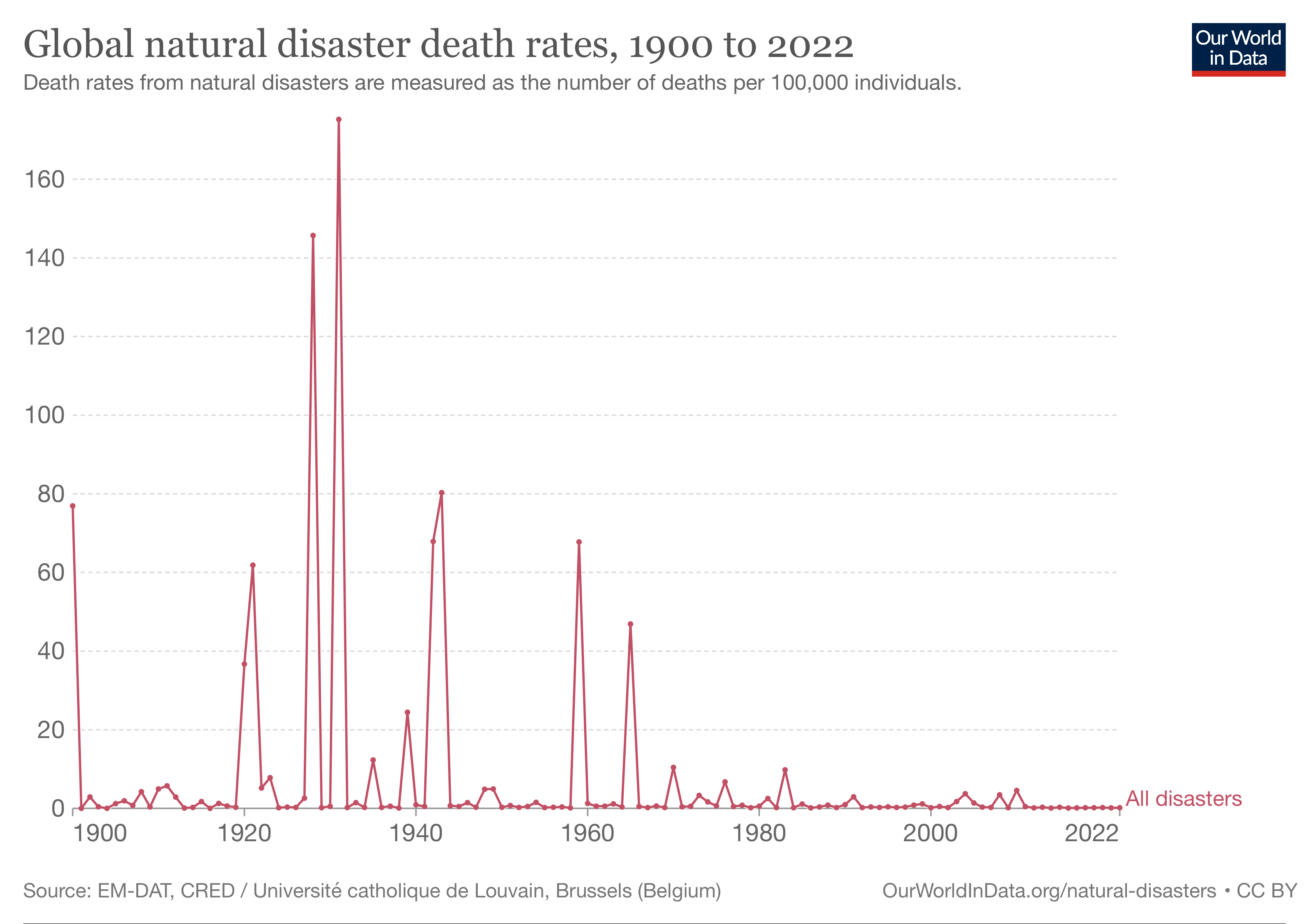
Todesrate pro 100.000 Menschen durch Naturkatastrophen (1900–2022)

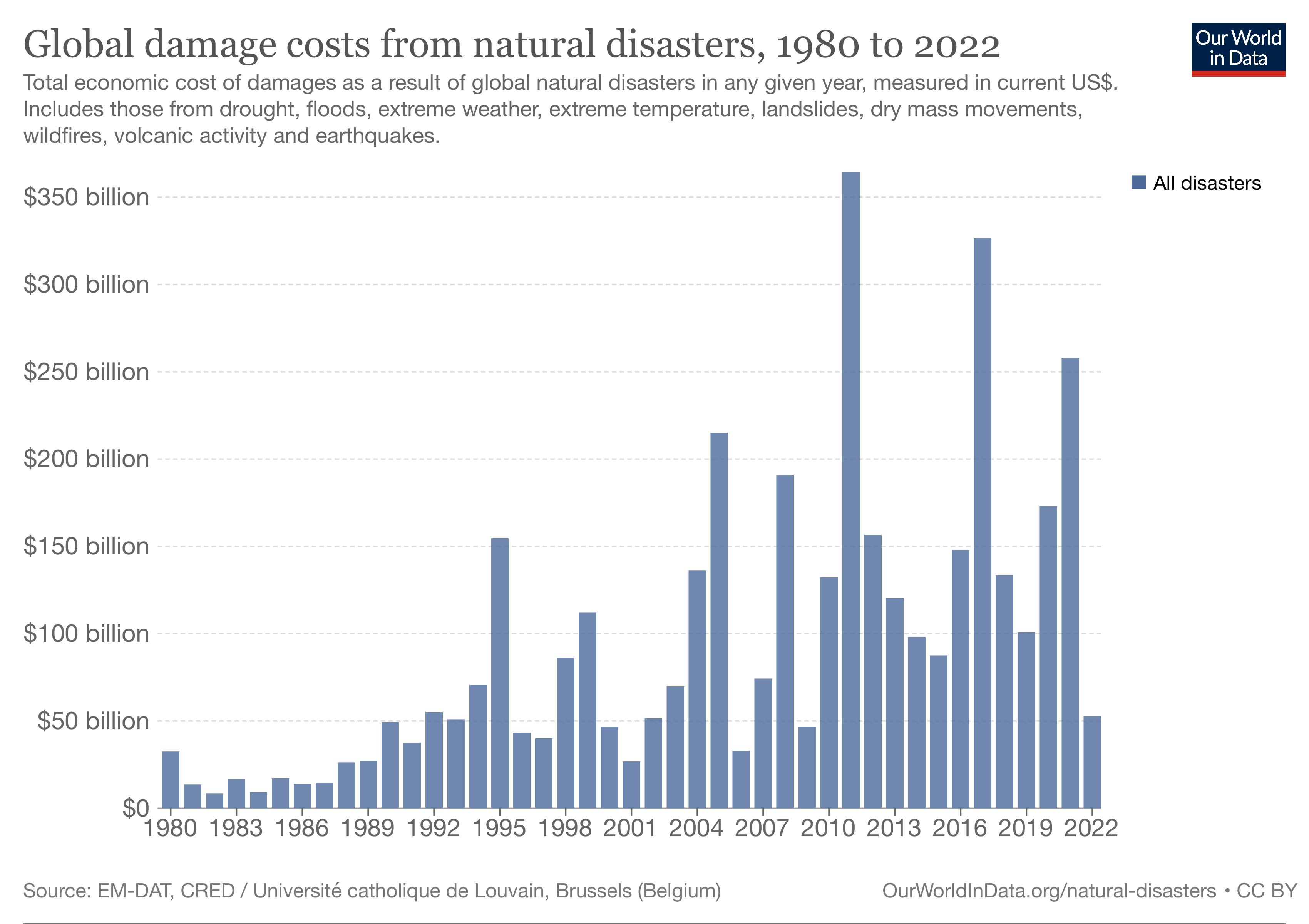
Wirtschaftliche Schäden durch Naturkatastrophen in Mrd. US-Dollar (1980–2022)

Die Weltbank hat 2005 in ihrem Report Natural Disaster Hotspots: A Global Risk Analysis Karten publiziert, die die Verteilung der Risiken auf Weltkarten zeigen. Etliche davon sind zu sehen auf den Seiten der Columbia University. Nach dem 2016 erschienenen Bericht der Weltbank waren in der Dekade 2005 bis 2014 durchschnittlich 17 Millionen Menschen pro Jahr von Naturkatastrophen betroffen; in der Dekade 1976 bis 1985 waren es noch 60 Millionen Menschen gewesen. Zugleich verzehnfachten sich die dabei entstandenen Kosten von 14 auf mehr als 140 Milliarden US-Dollar pro Jahr. Durch die menschengemachte Globale Erwärmung und die starke Zunahme der Weltbevölkerung beziehungsweise der Bevölkerungsdichte in vielen Regionen der Welt werden in Zukunft deutlich mehr Menschen von Naturkatastrophen betroffen sein als früher. Wenn keine Schutzmaßnahmen (das heißt Klimaschutz und Anpassung an die globale Erwärmung) getroffen würden, könnten bis 2050 etwa 1,3 Milliarden Menschen durch Naturkatastrophen bedroht werden und sich die bis dahin entstehenden Kosten auf 158 Billionen US-Dollar belaufen. Dies ist etwa das Doppelte des derzeitigen Weltsozialproduktes. Die in den besonders betroffenen Küstenstädten anfallenden Schadenskosten könnten von 6 Milliarden US-Dollar im Jahr 2010 auf eine Billion US-Dollar im Jahr 2070 ansteigen.
Größere Versicherungskonzerne führen in der Regel geographisch organisierte Risikostatistiken, die ihnen als Berechnungsgrundlage für Versicherungsprämien dienen. Die EM-DAT OFDA/CRED International Disasters Database der Weltgesundheitsorganisation dokumentiert seit 1888 die weltweiten Katastrophen. Demnach ereigneten sich zwischen 1900, 2000 und 2003 insgesamt 9195 größere Katastrophen mit jeweils mindestens 10 Toten. Davon hatten Wetterkatastrophen mit 57 Prozent den höchsten Anteil, keine 20 Prozent waren geologischen Ursprungs (Vulkanausbrüche, Erdbeben), wie auch die in die geologische Kategorie gezählten Tsunamis; der Rest waren biologische Katastrophen (Seuchen und Plagen).
Zwischen 1994 und 2013 kamen jährlich durchschnittlich knapp 70.000 Menschen bei durch Naturkatastrophen ausgelösten Todesfällen ums Leben. Die Entwicklung der Anzahl der Todesfälle durch Naturkatastrophen war vom frühen 20. bis zum frühen 21. Jahrhundert deutlich rückläufig. Dagegen stiegen die ökonomischen Schäden stark an, was auch durch eine höhere Wirtschaftsleistung verursacht wurde. Bei durch das Wetter verursachten Katastrophen zeigte sich zwischen 1970 und 2019 ein ähnlicher Trend, mit einem Rückgang der Todeszahlen bei einem starken Anstieg der wirtschaftlichen Schäden.
| Dekade    | Rate der Todesfälle (pro 100.000 Einwohner) | Ökonomische Schäden (in % des BIP) |
| --------- | ------------------------------------------- | ---------------------------------- |
| 1900er    | 8,99                                        |                                    |
| 1910er    | 1,80                                        |                                    |
| 1920er    | 26,50                                       |                                    |
| 1930er    | 21,89                                       |                                    |
| 1940er    | 16,50                                       |                                    |
| 1950er    | 2,10                                        |                                    |
| 1960er    | 10,14                                       | 0,10 %                             |
| 1970er    | 2,51                                        | 0,09 %                             |
| 1980er    | 1,58                                        | 0,13 %                             |
| 1990er    | 0,77                                        | 0,24 %                             |
| 2000er    | 1,19                                        | 0,19 %                             |
| 2010er    | 0,64                                        | 0,22 %                             |
| 2020–2022 | 0,48                                        | 0,23 %                             |

### Die fünf größten Naturkatastrophen nach Anzahl der Todesopfer von 1991 bis 2022
- Erdbeben im Indischen Ozean 2004 (> 225.000 Tote)
- Erdbeben in Haiti 2010 (> 222.000)
- Bangladesch-Zyklon von 1991 (> 138.000)
- Zyklon Nargis von 2008 (> 138.000)
- Erdbeben in Sichuan 2008 (> 87.000)[8]